# Électromécanique

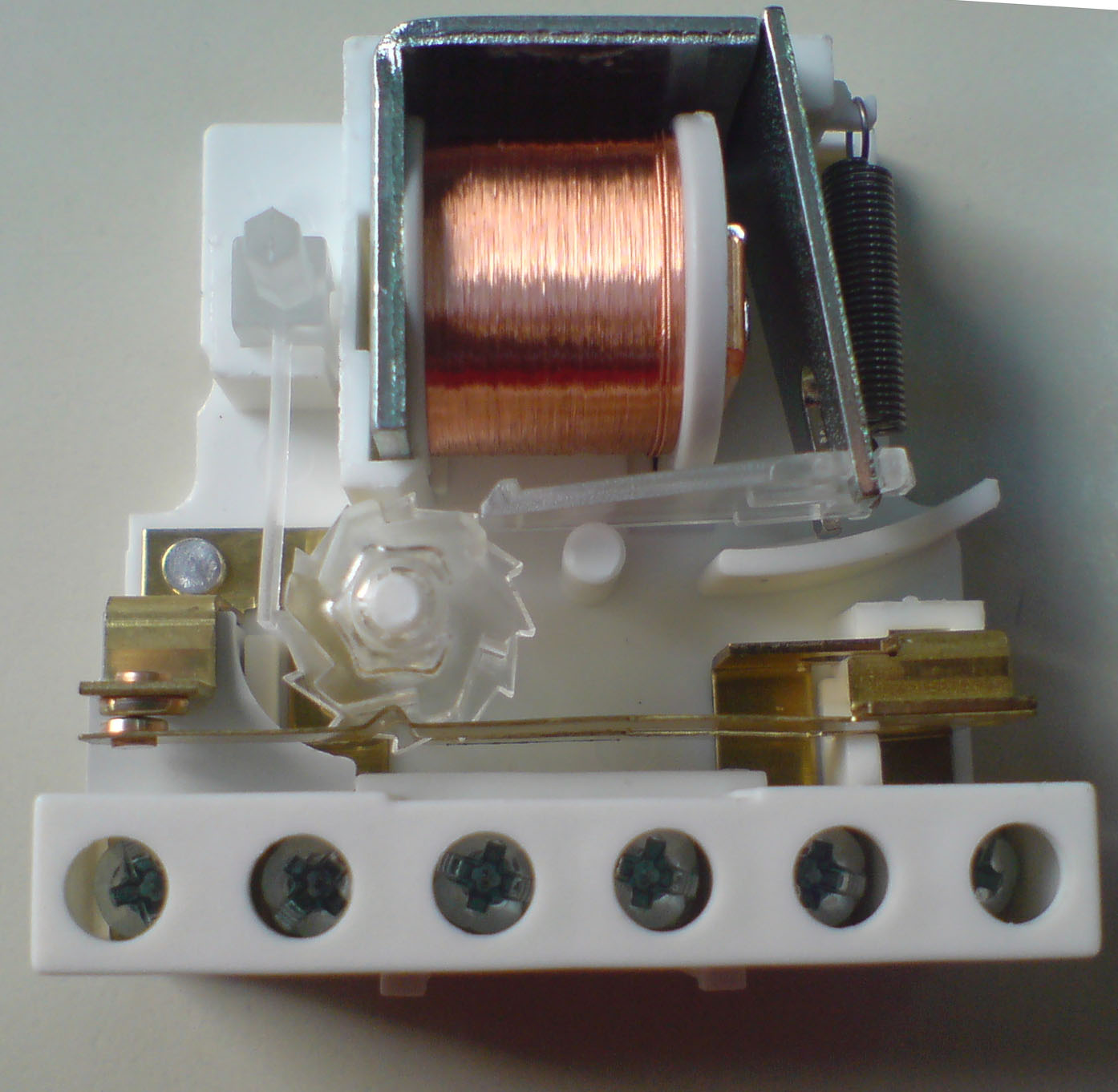
Relais Electromécanique

L'électromécanique est l'association des techniques de l'électricité et de la mécanique.
- Au début des applications de l'électricité, celle-ci n'était bien souvent qu'une source d'énergie au service de la mécanique.
- Au début du XXIe siècle, c'est l'électricité et l'électronique qui ont bien souvent besoin d'un support mécanique ou microtechnique afin de pouvoir fournir un service ou assurer une fonction utilisable.
- Le développement de l'impression 3D et de la stéréolithographie domestiques favorise le retour à l'électromécanique.
- Dans les années 1990, alors que se développe la microélectromécanique, on commence à explorer des pistes, au moins théoriques, dans le domaine de la nanomicroélectronique.

L'électromécanique est directement issue de l'électrotechnique, dont le domaine immense des sciences de l'électricité à nécessité l'apparition de sous-catégories, telles les télécommunications, l'électronique ou l'électromécanique. 
Le premier diplôme d'Ingénieur en électromécanique de l'université de Lille à vu le jour en 1925. Une des premières associations de l'électricité et de la mécanique a été l'électro-aimant

## Applications

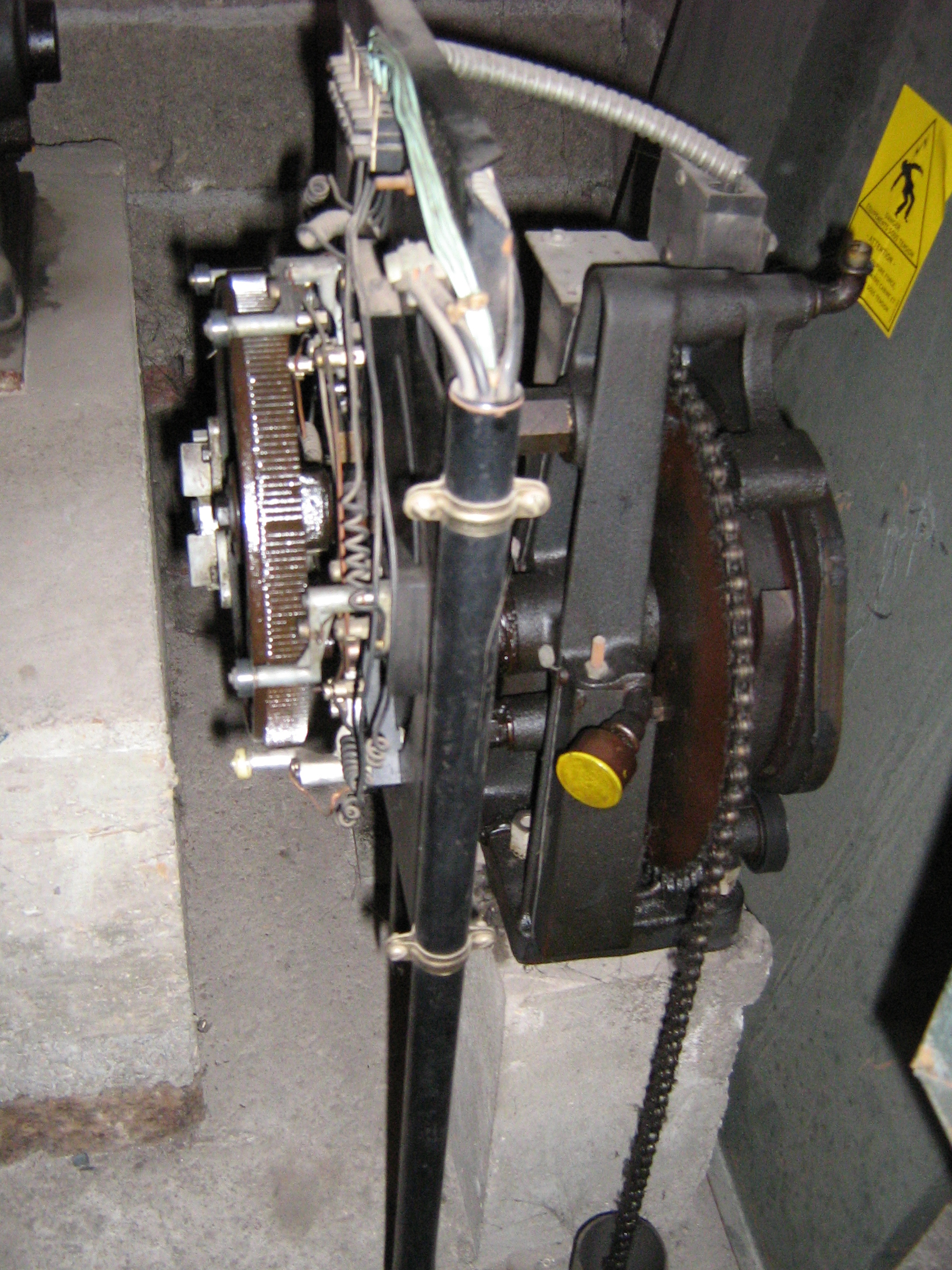
Limiteur de vitesse électromécanique

Aujourd'hui, les applications de l'électromécanique sont si nombreuses qu'il semble très difficile de les énumérer toutes. Mais les principales sont celles qui concernent l'industrie, avec par exemple :
- les imprimantes, les lecteurs de CD, lecteurs de DVD, etc. ;
- les moteurs et autres presses hydrauliques ;
- l'électroménager avec son lot d'aspirateurs, de lave vaisselle et autres réfrigérateurs ;
- les transports avec les trains et autres tramways ;
- l’automobile avec les alternateurs et autres moteurs électriques.